# Kazuya Inomata
Kazuya Inomata (jap. 猪俣 和弥, Inomata Kazuya; * 30. Oktober 1985) ist ein japanischer Biathlet.
Kazuya Inomata gab sein internationales Debüt 2006 im Rahmen der Biathlon-Europacup-Rennen in Obertilliach und erreichte in seinem ersten Rennen den 65. Platz in einem Sprint. Er nahm an noch zwei weiteren Rennen teil, um danach erst wieder 2009 international in IBU-Cup-Rennen zum Einsatz zu kommen. 2010 bestritt der Japaner in Kontiolahti mit einem Sprint sein erstes Rennen im Biathlon-Weltcup und wurde dort 89. Zudem wurde er mit Fuyuko Suzuki, Natsuko Abe und Junji Nagai in der Mixed-Staffel eingesetzt, mit der er auf den 14. Platz kam. Am Holmenkollen in Oslo erreichte Inomata wenig später mit dem 35. Platz im Sprint seine ersten Weltcup-Punkte. Im anschließenden Verfolgungsrennen verbesserte er sich um vier Ränge auf Platz 31. Es waren nicht nur seine besten Ergebnisse im Weltcup, sondern seine besten internationalen Ergebnisse überhaupt. Mit 16 gewonnenen Weltcuppunkten schloss er die Saison auf einem 98. Platz im Gesamtweltcup ab und ließ damit viele namhafte Biathleten hinter sich.

## Biathlon-Weltcup-Platzierungen
Die Tabelle zeigt alle Platzierungen (je nach Austragungsjahr einschließlich Olympische Spiele und Weltmeisterschaften).
- 1.–3. Platz: Anzahl der Podiumsplatzierungen
- Top 10: Anzahl der Platzierungen unter den ersten zehn (einschließlich Podium)
- Punkteränge: Anzahl der Platzierungen innerhalb der Punkteränge (einschließlich Podium und Top 10)
- Starts: Anzahl gelaufener Rennen in der jeweiligen Disziplin
- Staffel: inklusive Mixed- und Single-Mixed-Staffeln

| Platzierung              | Einzel | Sprint | Verfolgung | Massenstart | Staffel | Gesamt |
| ------------------------ | ------ | ------ | ---------- | ----------- | ------- | ------ |
| 1. Platz                 |        |        |            |             |         |        |
| 2. Platz                 |        |        |            |             |         |        |
| 3. Platz                 |        |        |            |             |         |        |
| Top 10                   |        |        |            |             | 1       | 1      |
| Punkteränge              |        | 1      | 1          |             | 34      | 36     |
| Starts                   | 6      | 22     | 3          |             | 34      | 65     |
| Stand: 31. Dezember 2021 |        |        |            |             |         |        |